# Igor' Girkin
Igor' Vsevolodovič Girkin (in russo Игорь Всеволодович Гиркин?, conosciuto anche con lo pseudonimo di Igor' Ivanovič Strelkov; Mosca, 17 dicembre 1970) è un militare russo, nello specifico un ex colonnello dell'FSB, ufficialmente in pensione dal marzo 2013.
Girkin ha ammesso di essere responsabile dell'avvio della guerra del Donbass nell'Ucraina Orientale quando, ad aprile 2014, ha comandato un gruppo di militanti russi armati a prendere il controllo di Slov'jans'k.
Il suo ruolo nell'assedio gli ha fatto ottenere influenza ed attenzione ed è stato nominato Ministero della Difesa nella Repubblica Popolare di Donetsk, uno stato marionetta creato dalla Russia.
Girkin ha acquisito progressivamente notorietà nel corso degli scontri armati nell'Ucraina orientale, in quanto membro attivo delle organizzazioni armate che hanno guidato la Milizia popolare del Donbass. Dal 12 maggio ha ricoperto il ruolo di comandante delle Forze armate della Repubblica Popolare di Doneck, nonché, dal 16 maggio, quello di ministro della difesa della suddetta Repubblica. Il 14 agosto è stato dismesso da entrambe le cariche, in seguito alla morte di 298 civili nell'abbattimento del volo Malaysia Airlines 17 da parte di militanti appoggiati dall'esercito russo. Girkin è stato dichiarato un terrorista dalle autorità ucraine, ed è stato soggetto a sanzioni e misure restrittive da parte dell'UE, dell' UK, dell'Australia, del Giappone, del Canada e della Svizzera tra le quali il divieto di accesso ai suddetti territori.
Il 19 giugno 2019, i pubblici ministeri olandesi hanno accusato Girkin e altri 3 imputati di omicidio di massa nell'abbattimento del volo Malaysia Airlines 17 e hanno emesso un mandato di arresto internazionale contro di lui. Girkin ha ammesso la "responsabilità morale" del fatto ma nega di esserne il mandante. Il 17 novembre 2022, Girkin è stato trovato colpevole dell'assassinio di 298 persone e di tutte le altre accuse in absentia, ed è stato condannato all'ergastolo.
Durante l'invasione Russa dell'Ucraina, Girkin è ritornato sotto i riflettori come blogger di guerra, adottando un punto di vista fortemente pro guerra ma allo stesso tempo criticando l'esercito Russo per quella che lui definisce incompetenza e insufficienza. Nell'ottobre 2022, Girkin si è unito brevemente ad un'unità di volontari russi combattenti in Ucraina. Ad aprile 2023, Girkin, Insieme ad altri nazionalisti russi ha fondato il Club dei Patrioti Arrabbiati, un gruppo di sostegno alla linea dura nella guerra in Ucraina. Ha cominciato a criticare Vladimir Putin per incompetenza e il 21 luglio 2023 è stato arrestato dalle autorità russe con l'accusa di estremismo. Girkin è stato trovato colpevole di incitare l'estremismo e condannato a 4 anni di prigione nel gennaio 2024.

## Biografia
Igor' Girkin è nato a Mosca il 17 dicembre del 1970, all'interno di una famiglia con forti tradizioni militari. Fin da ragazzo si è interessato di storia militare, tant'è che dal 1989, ha partecipato attivamente ad eventi di rievocazione storica dell'Armata Bianca.Dopo il diploma, si è iscritto all'Istituto Storico-Archivistico di Mosca (oggi parte della Università Statale Umanistica Russa РГГУ), al quale si è laureato nel 1993. In seguito, però, alla carriera dello storico ha preferito la carriera militare, e si è arruolato infatti lo stesso anno nelle Forze Armate della Federazione Russa. Negli anni 1993-1994 ha completato il servizio militare nella 190ª Compagnia Tiratori presso la base tecnico-missilistica di Golicyno, ed in seguito è rimasto a servire l'Esercito grazie al rinnovo del contratto militare: prima come parte della Brigata di Fanteria meccanizzata, poi come ufficiale dell'intelligence militare.
Ha preso parte ai combattimenti in Transnistria tra il giugno e il luglio del 1992 come volontario del 2º plotone del vojsko cosacco del Mar Nero, Coșnița-Bender, ai combattimenti in Bosnia dal novembre del 1992 al marzo del 1993 prima come parte del Corpo di volontari russi in Jugoslavia ed in seguito Esercito della Repubblica Serba di Bosnia ed Erzegovina Višegrad-Priboj, alla Prima e alla seconda guerra in Cecenia come parte 90ª Divisione corazzata da marzo a ottobre del 1995, e parte dei corpi speciali dal 1999 al 2005, e ha svolto incarichi speciali in altre regioni della Russia. Alla fine degli anni '90 ha pubblicato un libro autobiografico, «Diario di Bosnia». Secondo l'attivista per i diritti umani russo Aleksandr Čerkasov, presidente del Centro dei Diritti Umani "Memorial", Igor' Strelkov Girkin era in forza al 45º Reggimento specnaz delle guardie nei pressi della località rurale di Chattuni, nel Distretto di Vedeno, in Cecenia.
Dal 6 gennaio 1998 sulla rivista "Zavtra" (russo: Завтра) appare la prima pubblicazione di Strelkov, assieme a quelle di altri volontari russi che hanno combattuto in Bosnia. Su questo organo di stampa Strelkov ha pubblicato articoli regolarmente fino all'ottobre 2000, scrivendo in merito alla situazione in Cecenia e ad altri argomenti relativi alla situazione in Russia, anche criticando la politica dell'autorità nazionale. Nel mese di agosto del 1999, i due corrispondenti speciali del quotidiano "Zavtra" Aleksandr Borodaj e Igor' Strelkov hanno scritto un reportage riguardo alla zona del Kadar in Daghestan, sulle azioni delle forze speciali del Ministero degli interni russo (MVD) verso diversi villaggi abitati da wahhabiti. Strelkov è stato anche corrispondente dell'Abkhazia Network News Agency (ANNA), per la quale ha scritto in veste di "colonnello nelle riserve" su temi relativi al Medio Oriente, come ad esempio i conflitti in Libia, Egitto e Siria, e per i separatisti abcasi filo-russi e russofoni della Georgia.
Secondo alcune fonti, dopo il pensionamento dall' FSB avrebbe lavorato come responsabile della sicurezza per il fondo d'investimento "Marshall Capital", proprietà dell'affarista russo Konstantin Malofeev. Anche Aleksandr Borodaj, in seguito primo ministro della Repubblica Popolare di Donec'k, avrebbe lavorato per la "Marshall Capital" in veste di consulente.

### Attività nelle rievocazioni storiche
Igor' Strelkov è noto a Mosca tra i rievocatori storici e militari. In un forum online dedicato alla ricostruzione della guerra con Napoleone nel 1812 e della guerra civile, Strelkov è moderatore. È anche il presidente del club «Svodnaja pulemotnaja komanda», costituito sulla base del club di Storia Militare «Reggimento Dragone di Mosca». Ha partecipato a molte rievocazioni, tra le quali: "La guerra del '16" nell'agosto del 2009, il festival "In memoria della guerra civile" nel febbraio del 2010, "La guerra civile nel sud della Russia", "Valore e morte delle guardie russe". È stato anche membro del club di storia militare "Markivtsi".

### Servizio nell' FSB russo
Igor' Girkin è un ex colonnello dell'FSB russe, in pensione dal 31 marzo 2013. Secondo la BBC, il suo ultimo incarico è stato nella lotta contro il terrorismo internazionale, al "2° Ufficio" (Ufficio per la difesa del sistema costituzionale e per la lotta contro il terrorismo) dell'FSB russo. Secondo i media ucraini, che cominciarono a parlare dell'argomento il 15 aprile 2014, Igor Strelkov sarebbe stato un ufficiale operativo della GRU dello Stato Maggiore Generale delle Forze Armate della Russia. Tuttavia, l'Ucraina non è stata in grado di fornire delle prove alle sue affermazioni. Secondo la maggior parte delle fonti, Igor Girkin non ha mai lavorato per la GRU, ma solo per l'FSB, e ciò concorda con le sue stesse dichiarazioni rilasciate durante le interviste.

### Partecipazione alla crisi di Crimea
Secondo le sue dichiarazioni, Igor' Girkin è giunto in Ucraina di propria iniziativa come volontario, guidato dalle proprie convinzioni personali, e non su ordine diretto del Cremlino, tesi sostenuta dall'Ucraina. Attorno a lui si sarebbero riuniti gli oppositori locali al nuovo governo di Kiev, eletto in seguito ai disordini del Maidan. Secondo le informazioni fornite da uno dei capi, Vitalij Najdoj, dell'SBU, agenzia di controspionaggio e antiterrorismo ucraina Igor' Strelkov in quel periodo sarebbe stato assistente della sicurezza del Primo Ministro della Repubblica autonoma di Crimea, Sergej Aksënov.

### Partecipazione alla guerra del Donbass

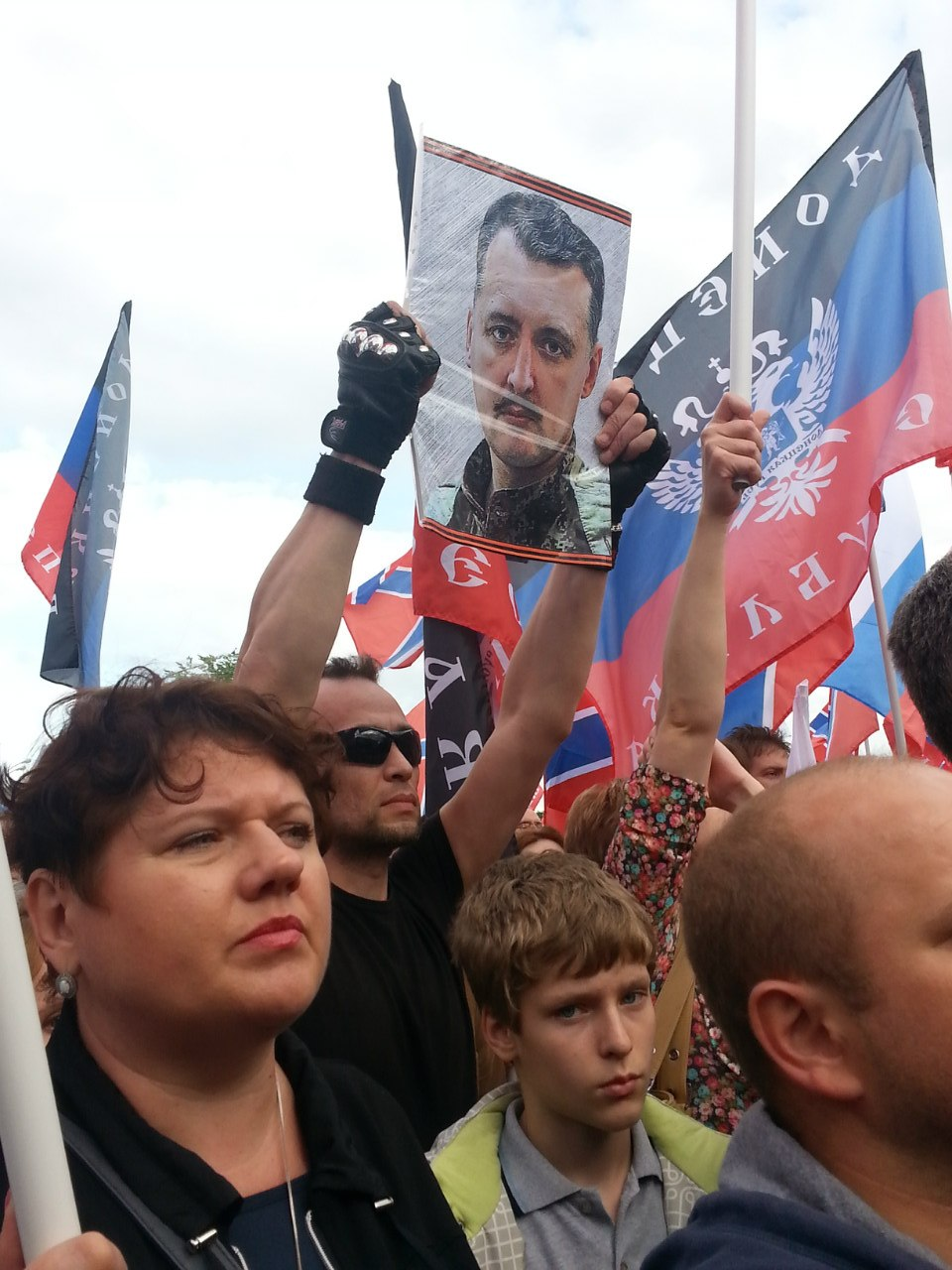
Manifestante con una foto di Girkin a Mosca, 2014

Secondo le dichiarazioni rese da uno dei leader della SBU, l'8 aprile 2014 Strelkov ha attraversato lo stretto di Kerč' in traghetto, lasciando la Crimea e raggiungendo Rostov sul Don; dopodiché, il 12 aprile ha attraversato il confine ucraino «per l'attuazione segreta di uno scenario militare aggressivo» nell'Ucraina orientale. Il 13 aprile 2014 a Slov"jans'k è stata tesa un'imboscata a un gruppo di agenti dell'SBU che circolava a bordo di un'auto. Nello scontro, un ufficiale dell'SBU è rimasto ucciso, e altri tre sono stati feriti. Secondo l'SBU, è stato Igor' Strelkov a dirigere l'operazione.
Il 16 aprile nella zona di Slov"jans'k le forze della milizia hanno bloccato la 25ª Brigata aviotrasportata "Dnipropetrovs'k" dell'esercito regolare ucraino.
Secondo le informazioni rese dal centro stampa dell'SBU, il sequestro delle armi e di sei veicoli da combattimento (BTR-D e BMD) alle unità dell'Esercito Ucraino sono state effettuate sotto il comando di Igor Strelkov. L'SBU sostiene inoltre che Strelkov sia coinvolto nel reclutamento nella milizia di alcuni soldati della brigata aerotrasportata.
Il 14 aprile su internet sono comparse delle registrazioni, indicate come intercettazioni di conversazioni telefoniche tra i separatisti che operavano nel sud-est dell'Ucraina, nelle quali la persona sotto il nominativo di "Strelok", riferisce dell'eliminazione avvenuta con successo di alti rappresentanti dell'SBU nella zona di Slov"jans'k. È stato ipotizzato che la persona con il nominativo "Strelok", fosse appunto Igor' Strelkov, mentre il suo interlocutore fosse Aleksandr Borodaj.

### Partecipazione all'invasione russa dell'Ucraina
Ad ottobre 2022, la moglie di Igor Girkin pubblica su Telegram una sua foto in abiti militari, affermando che Strelkov fornirà presto spiegazioni. In effetti si è recato in Ucraina per combattere in una unità di volontari russi. L'intelligence militare ucraina afferma che Strelkov si trovi nel teatro di guerra dell'invasione russa dell'Ucraina, ed offre una taglia di 100mila dollari per la sua cattura da vivo.
Nel dicembre 2022, scrive della sua esperienza in Ucraina: "In poche parole, le truppe stanno combattendo per inerzia, non avendo la minima idea degli obiettivi strategici ultimi della campagna militare. Nella maggior parte delle forze armate della Federazione Russa, soldati e ufficiali non capiscono: in nome di cosa, per cosa e con quali scopi stanno combattendo. Per loro è un mistero: qual è la condizione per la vittoria o solo una condizione per porre fine alla guerra".
Nell'aprile 2023, Girkin, insieme ai colleghi nazionalisti russi Pavel Gubarev e Maksim Kalašnikov, ha formato il "Club of Angry Patriots", un movimento sociale nazionalista russo dalla linea dura che mira a spingere il governo russo ad adottare misure più estreme a favore della vittoria nella guerra.
Il 27 maggio 2023, Girkin ha accusato Evgenij Prigožin di aver complottato per utilizzare il Gruppo Wagner per organizzare un colpo di Stato in Russia e che Prigožin stava attivamente violando le leggi russe sulla censura della guerra del 2022 lamentandosi dell'alto comando russo. Circa un mese dopo, Prigožin e il gruppo Wagner si sarebbero ribellati al governo centrale dopo l'escalation delle tensioni tra Prigožin e l'establishment del Ministero della difesa.

### Faida con Prigožin
Girkin ha fatto vari commenti critici su Prigožin, fondatore del Wagner Group. In un'intervista con "National Service News" (NSN) nel gennaio 2023, ha criticato la leadership del PMC Wagner per "aver sprecato un'eccellente fanteria d'assalto in attacchi frontali nel modo più mediocre", e ha effettuato diversi attacchi a Prigožin, osservando che "non dovrebbe essere ammesso nello spazio pubblico a causa del suo passato di criminale". In risposta a questi attacchi, Prigožin invitò Girkin a unirsi ai ranghi del Wagner PMC che a quel tempo combatteva in Ucraina. Dopo che Girkin ha rifiutato, Prigožin lo ha accusato di aver stretto un accordo segreto nel 2014 con l'oligarca ucraino Rinat Akhmetov in cambio di denaro e di un passaggio sicuro a Donetsk. A sua volta, Girkin ha accusato la leadership di PMC Wagner di aver eseguito l'omicidio del comandante della LPR Aleksej Mozgovoj nel maggio 2015 per conto del governo russo.

### Critiche a Putin
Durante l'invasione russa dell'Ucraina del 2022, ha ammesso che l'operazione speciale militare è fallita completamente.
Il 21 febbraio 2023, Girkin ha criticato il discorso di Putin al pubblico russo, dicendo: "Non una parola su fallimenti e sconfitte. Blah blah blah, non ha più senso ascoltare... un'altra possibilità per evitare disordini è stata persa".
Il 25 giugno 2023, ha affermato che se Putin "non è pronto ad assumere la guida sulla creazione di condizioni pronte per la guerra" in Russia, "allora ha davvero bisogno di trasferire i poteri, ma legalmente, a qualcuno che è capace di un tale duro lavoro".
Il 18 luglio 2023, Girkin ha esortato Putin a trasferire il potere "a qualcuno veramente capace e responsabile", affermando che "per 23 anni il Paese è stato guidato da un malvivente che è riuscito a 'soffiare polvere negli occhi' di una parte significativa della popolazione. Ora è l'ultima isola di legittimità e stabilità dello Stato. Ma il Paese non sopravviverà ad altri sei anni di questa vile mediocrità al potere". Girkin ha detto che "un sacco di chiacchiere vuote, il minimo di azione e la totale mancanza di responsabilità per i fallimenti - questo è lo stile di Putin negli ultimi tempi".

### Arresto
Il 21 luglio 2023, Girkin è stato arrestato dalle autorità russe con l'accusa di estremismo, secondo quanto riferito da una denuncia presentata da un ex dipendente di PMC Wagner. Girkin è stato giudicato colpevole nel gennaio 2024 di incitamento all'estremismo e condannato a quattro anni di reclusione.